# Wolfgang Seyfarth (Historiker)
Wolfgang Seyfarth (* 21. Mai 1906 in Fürstenwalde; † 14. Februar 1985) war ein deutscher Altphilologe und Althistoriker.
Der Sohn eines Buchhändlers legte 1924 sein Abitur ab und war anschließend Offiziersanwärter bei der Reichswehr. 1925 begann er ein Studium der Klassischen Philologie und der Geschichte an der Universität Berlin, das er 1929 beendete. Das Staatsexamen bestand er 1930 und war danach zunächst bis 1932 Lehrer. Im Oktober 1934 erfolgte die Promotion mit einer Arbeit zum Thema Untersuchungen zur Kompositionsweise des Tacitus in den Historien bei Werner Jaeger und Ludwig Deubner. 1940 trat er der NSDAP bei (Mitgliedsnummer 8.015.306). 1953 wurde Seyfarth wissenschaftlicher Mitarbeiter an der Deutschen Akademie der Wissenschaften (DAW). Die Habilitation folgte im Juni 1960 mit der Arbeit Soziale Fragen der spätrömischen Kaiserzeit im Spiegel des Theodosianus. Nach der Habilitation wurde er Leiter des Bereichs Griechisch-römische Geschichte an der DAW und deren Nachfolger am Zentralinstitut für Alte Geschichte und Archäologie der Akademie der Wissenschaften der DDR. Neben seiner Arbeit an der Akademie war Seyfarth ab 1963 Dozent, seit 1967 Professor für lateinische und griechische Literatur und Sprache an der Humboldt-Universität zu Berlin. 1971 ging er in den Ruhestand.
Seyfarth beschäftigte sich besonders mit der römischen Geschichtsschreibung der Kaiserzeit, insbesondere der Spätantike. Grundlegend ist seine textkritische Ausgabe zu Ammianus Marcellinus bei Teubner (Bibliotheca Teubneriana); innerhalb der Schriften und Quellen der Alten Welt legte er für diesen römischen Historiker auch eine zweisprachige Ausgabe mit Erläuterungen in vier Bänden vor.

## Schriften (Auswahl)
- Der Codex Fuldensis und der Codex E. des Ammianus Marcellinus. Zur Frage der handschriftlichen Überlieferung des Werkes des letzten römischen Geschichtsschreibers. Akademie Verlag, Berlin 1962 (= Abhandlungen der Deutschen Akademie der Wissenschaften zu Berlin, Klasse für Sprachen, Literatur und Kunst, Jg. 1962, Nr. 2).
- Soziale Fragen der spätrömischen Kaiserzeit im Spiegel des Theodosianus. Akademie Verlag, Berlin 1963 (= Deutsche Akademie der Wissenschaften zu Berlin, Schriften der Sektion für Altertumswissenschaft, Bd. 33).
- Ammianus Marcellinus: Römische Geschichte. Lateinisch und Deutsch und mit einem Kommentar versehen von Wolfgang Seyfarth. 4 Bände, Akademie Verlag, Berlin 1968–1971 (= Schriften und Quellen der Alten Welt. Bd. 21, 1–4) (Textausgabe mit Übersetzung).
- Römische Geschichte. Kaiserzeit. 2 Bände, Akademie Verlag, Berlin 1974. 3. berichtigte Auflage 1980 (= Taschenbuch Geschichte).